# Unkel
Unkel település Németországban, Rajna-vidék-Pfalz tartományban. Lakosainak száma 5041 fő (2023. december 31.).

## Népesség
A település népességének változása:
| Lakosok száma | 3312 | 5075 | 5097 | 5021 | 4970 | 5038 | 5041 |
|               | 1975 | 2015 | 2017 | 2019 | 2021 | 2022 | 2023 |